# Kath Soucie
Katherine « Kath » Soucie, née le 20 février 1967 à New York, est une actrice américaine.

## Filmographie et Voxographie
- 1979 : The Incredible Journey of Doctor Meg Laurel (en) (TV) : Becca
- 1981 : Les Schtroumpfs (The Smurfs) (série télévisée) : Additional Voices (voix)
- 1985 : Jem (série télévisée) : Minx / Ingrid Krueger (voix)
- 1986 : SOS Fantômes (The Real Ghostnusters) (série télévisée) : Janine Melnitz (II) (1987-1991) (voix)
- 1988 : SOS Fantômes (série télévisée) : Janine Melnitz (voix)
- 1988 : Scooby-Doo : Agence Toutou Risques (A Pup Named Scooby-Doo) (série télévisée) : Additional Voices (voix)
- 1988 : Denver, le dernier dinosaure (Denver, the Last Dinosaur) (série télévisée) : Casey / Heather (voix)
- 1988 : The Adventures of Raggedy Ann and Andy (série télévisée) : Raggedy Cat (voix)
- 1989 : Dink, The Little Dinosaur (série télévisée) : Melodi, Mom (voix)
- 1989 : Pryde of the X-Men (TV) : Kitty Pryde (voix)
- 1989 : Camp Candy (série télévisée) (voix)
- 1990 : Widget, the World Watcher (série télévisée) : Brian / Christine (voix)
- 1990 : La Guerre des tomates (Attack of the Killer Tomatoes) (série télévisée) : Tara Boumdeay (voix)
- 1990 : Capitaine Planète (Captain Planet and the Planeteers) (série télévisée) : Linka (voix)
- 1990 : Wake, Rattle & Roll (série télévisée) : Cindy Bear (voix)
- 1991 : Draculito, mon saigneur (Little Dracula) (série télévisée) : Mrs. Dracula / Millicent (voix)
- 1991 : Yo Yogi (série télévisée) : Cindy Bear (voix)
- 1991 : The Toxic Crusaders (série télévisée) : Additional Voices (voix)
- 1991 : The Little Engine That Could : Tillie the little engine / Missy
- 1991 : Les Razmoket (Rugrats) (série télévisée) : Phillip 'Phil' Deville / Lillian 'Lil' DeVille / Elizabeth 'Betty' DeVille (voix)
- 1991 : Spacecats (série télévisée) : Yvette Meow, Lollipop (Episode 7: Mirror, Mirror on the Wall)
- 1991 : James Bond Junior (série télévisée) (voix)
- 1991 : La Belle et la Bête (Beauty and the Beast) : Bimbette (voix)
- 1992 : The Plucky Duck Show (série télévisée) : Fifi Le Fume / Sneezer / Others (voix)
- 1992 : Raw Toonage (série télévisée) : Girl / Various (voix)
- 1992 : Les Vacances des Tiny Toon (Tiny Toon Adventures: How I Spent My Vacation) (vidéo) : Fifi Le Fume / Little Boo / Sneezer (voix)
- 1992 : Super Dave: Daredevil for Hire (en) (série télévisée) : Various (voix)
- 1992 : Gramps (TV) : Alien Kid #1 (voix)
- 1992 : It's a Wonderful Tiny Toons Christmas Special (TV) : Little Sneezer (voix)
- 1993 : Nick and Noel (TV) : Noel
- 1993 : Les Motards de l'espace (Biker Mice from Mars) (série télévisée) : Harley (voix)
- 1993 : La Panthère rose (The Pink Panther) (série télévisée) : Additional Voices (voix)
- 1993 : Animaniacs (série télévisée) : Additional Voices (voix)
- 1993 : Mighty Max (série télévisée) : Bea (voix)
- 1993 : Hollyrock-a-Bye Baby (TV) : Pebbles Flintstone-Rubble (voix)
- 1994 : Where on Earth Is Carmen Sandiego? (série télévisée) : Additional Voices (voix)
- 1994 : Gargoyles, le film : Les anges de la nuit (vidéo) : Princess Katherine (voix)
- 1994 : Scooby-Doo et les Contes des mille et une nuits (Scooby-Doo in Arabian Nights) (TV) (voix)
- 1994 : Beethoven (série télévisée) : Emily Newton (voix)
- 1994 : Aladdin (série télévisée) : Additional Voices (voix)
- 1994 : Superhuman Samurai Syber-Squad (série télévisée) : Elizabeth Collins: Sam's Sister (voix)
- 1994 : Phantom 2040 (série télévisée) : Additional Voices (voix)
- 1994 : Profession : critique (The Critic) (série télévisée) : Additional Voices (1994-1995) (voix)
- 1995 : Dumb and Dumber (série télévisée) : Waitress (voix)
- 1995 : Le Laboratoire de Dexter (Dexter's Laboratory) : Dexter's Mom (voix)
- 1995 : The Big Sister : Mom
- 1995 : Tiny Toon Adventures: Night Ghoulery (TV) : Fifi Le Fume & Little Sneezer (voix)
- 1995 : Earthworm Jim (série télévisée) : Princess What's-Her-Name (voix)
- 1995 : The Tales of Tillie's Dragon (voix)
- 1996 : Siegfried & Roy: Masters of the Impossible (vidéo) : Additional Voices (voix)
- 1996 : The Savage Dragon (série télévisée) : Alex Wild (voix)
- 1996 : The Flintstones Christmas in Bedrock (vidéo) : Pebbles Flintstone-Rubble (voix)
- 1996 : Casper (série télévisée) : Kat (voix)
- 1996 : Bruno the Kid: The Animated Movie (vidéo) : Grace (Bruno's Mom)
- 1996 : Le Laboratoire de Dexter (Dexter's Laboratory) (série télévisée) : Dexter's Mom / Agent Honeydew / LeeLee / Dexter's Computer (voix)
- 1996 : Bruno the Kid (série télévisée) : Grace (voix)
- 1996 : Couacs en vrac (Quack Pack) (série télévisée) : Daisy Duck (voix)
- 1996 : Adventures from the Book of Virtues (série télévisée) : Annie Redfeather / Additional voices (voix)
- 1996 : Hé Arnold ! (Hey Arnold!) (série télévisée) : Miriam Pataki / Marilyn Berman / Additional Voices (voix)
- 1996 : Le Livre de la jungle, souvenirs d'enfance (Jungle Cubs) (série télévisée) : Winifred (voix)
- 1996 : Space Jam  : Lola Bunny (voix)
- 1997 : A Christmas Carol (en) : Mrs. Cratchit (voix)
- 1997 : A Rugrats Vacation (vidéo) : Phil, Lil and Betty Deville
- 1997 : Spawn (Spawn) (série télévisée) : Cyan / Additional Voices (voix)
- 1997 : Les 101 Dalmatiens, la série (série télévisée) : Anita Dearly / Rolly / Cadpig / Additional Voices (voix)
- 1997 : La Cour de récré (Recess) (série télévisée) : Butch (voix)
- 1997 : Pepper Ann (série télévisée) : Cissy Rooney / Nicky's Mom (voix)
- 1997 : Annabelle : un amour de petite vache  : Young Annabelle (voix)
- 1997 : La Belle et la Bête 2 : Le Noël enchanté (Beauty and the Beast: The Enchanted Christmas) (vidéo) : Enchantress (voix)
- 1997 : The Online Adventures of Ozzie the Elf (TV) : Clover (voix)
- 1997 : Fallout : Voix féminine du Maître (voix)
- 1998 : The Secret Files of the SpyDogs (série télévisée) : Collar Communicator Voice (voix)
- 1998 : Toonsylvania (série télévisée) (voix)
- 1998 : Le Petit grille-pain courageux - Objectif Mars (The Brave Little Toaster Goes to Mars) (vidéo) : Tieselica (voix)
- 1998 : Pocahontas 2: Un monde nouveau (Pocahontas II: Journey to a New World) (vidéo) : Additional voices (voix)
- 1998 : The Wacky Adventures of Ronald McDonald: Scared Silly (vidéo) : Fry Kid #1 (voix)
- 1998 : Les Supers Nanas (série télévisée) : Bubbles (Pilot Episodes) / Additional Voices (voix)
- 1998 : Les Razmoket, le film (The Rugrats Movie)  de Norton Virgien et Igor Kovaljov : Phillip DeVille / Lillian DeVille / Betty DeVille (voix)
- 1998 : Invasion America (Invasion America) (série télévisée) : Rita Carter / Sonia (1998) (voix)
- 1999 : Mike, Lu & Og (série télévisée) : Margery (voix)
- 1999 : Gen¹³ (vidéo) : Rachel (voix)
- 1999 : The Zappys (TV) : Tooth Fairy (voix)
- 1999 : The Magician (série télévisée) : Additional Voices (voix)
- 1999 : Mickey Mania (série télévisée) : Additional Voices (voix)
- 1999-2002 : Mona le vampire (Mona the Vampire) (série télévisée) : Nicole Jablowski (voix)
- 1999 : Olive, the Other Reindeer (TV) (voix)
- 1999 : Le Laboratoire de Dexter: Ego trip (Dexter's Laboratory Ego Trip) (TV) : Dexter's Mom (voix)
- 2000 : Les Aventures de Tigrou (The Tigger Movie) : Kanga (voix)
- 2000 : Les Weekenders (The Weekenders) (série télévisée) : Tish Katsufrakus (voix)
- 2000 : Dingo et Max 2 (vidéo) : Co-Ed (voix)
- 2000 : Dieu, le diable et Bob (God, the Devil and Bob) (série télévisée) : Andy Allman (voix)
- 2000 : The Indescribable Nth : Otis (voix)
- 2000 : Baby Blues (en) (Baby Blues) (série télévisée) : Rodney Bitterman / Megan Bitterman / Various Characters (voix)
- 2000 : The Darkling (TV) : Additional Voices
- 2000 : Clifford le gros chien rouge (série télévisée) : Jetta / Jetta's Mom / Vaz's Mom / Emily's Mom / Vendor Lady (voix)
- 2000 : Ginger' (série télévisée) : Blake Gripling (voix)
- 2000 : Les Aventures extraordinaires du Père Noël (The Life & Adventures of Santa Claus) (vidéo) : Natalie Bessie Blithesome, Princess of Lerd / Little Mayrie (voix)
- 2000 : Les Razmokets à Paris - Le film (Rugrats in Paris: The Movie - Rugrats II) : Lil DeVille / Phil DeVille / Betty DeVille (voix)
- 2001 : My Freaky Family (TV) : Nadine (voix)
- 2001 : Disney's tous en boîte (série télévisée) : Perdita / Bimbettes / Additional Voices (voix)
- 2001 : Le Livre de Winnie l'ourson (The Book of Pooh) (série télévisée) : Kanga
- 2001 : La Cour de récré : Vive les vacances ! (Recess: School's Out) : Counselor (voix)
- 2001 : La Belle et le Clochard 2 : L'Appel de la rue (Lady and the Tramp II: Scamp's Adventure) (vidéo) : Collette, Danielle (voix)
- 2001 : La Trompette magique (The Trumpet of the Swan) de Richard Rich : Paramedic / Newscaster / Serena (voix)
- 2001 : The Rugrats: All Growed Up (TV) : Phillip 'Phil' DeVille / Lillian 'Lil' DeVille / Elizabeth 'Betty' DeVille (voix)
- 2001 : Les Jumeaux Barjos (série télévisée) : Lucien Cramp (voix)
- 2001 : Affreux Vilains Martiens (série télévisée) : Angela (voix)
- 2001 : Mickey, la magie de Noël (Mickey's Magical Christmas: Snowed in at the House of Mouse) (vidéo) : Kanga
- 2001 : What's with Andy? (série télévisée) : Additional Voices (2001-2002) (voix)
- 2001 : Mona le vampire (Mona the Vampire) (série télévisée) : Miss Gotto (voix)
- 2002 : The Ugly Duck-Thing (TV) : Dot, Woman, Librarian, Baby Duck
- 2002 : Peter Pan 2 : Retour au Pays Imaginaire (Return to Never Land) : Wendy (voix)
- 2002 : A Baby Blues Christmas Special (TV) : Rodney Bitterman / Megan Bitterman (voix)
- 2002 : Hé Arnold !, le film (Hey Arnold!: The Movie) : Miriam Pataki / Reporter (voix)
- 2002 : Lilo & Stitch : Additional Voice (voix)
- 2002 : Whatever Happened to Robot Jones? (série télévisée) : Mom Unit (Robot's Mom)
- 2002 : Hyper Noël (The Santa Clause 2) : Chet (voix)
- 2003 : Les 101 Dalmatiens 2 : Sur la trace des héros (vidéo) : Perdita (voix)
- 2003 : Les Aventures de Porcinet (Piglet's Big Movie) : Kanga (voix)
- 2003 : Animatrix (The Animatrix) (vidéo) : Pudgy / Masa / Sara (segment « Beyond ») (voix)
- 2003 : Les Razmoket rencontrent les Delajungle (Rugrats Go Wild!) : Phil DeVille / Lil DeVille / Betty DeVille (voix)
- 2003 : Les Razbitume (All Grown Up) (série télévisée) : Phil DeVille / Lil DeVille / Betty DeVille (voix)
- 2003 : Kim Possible: A Sitch in Time (TV) : Pre-School Teacher / Mrs. Mahoney (voix)
- 2004 : Detroit Docona (série télévisée) : Suzy Anders (voix)
- 2004 : Clifford's Really Big Movie : Jetta / Madison (voix)
- 2004 : Les Aventures de Petit Gourou (vidéo) : Kanga
- 2004 : Kangaroo Jack: G'Day U.S.A.! (vidéo) : Jessie, Mrs. Sperling (voix)
- 2005 : Winnie l'ourson et l'Éfélant (Pooh's Heffalump Movie) : Kanga (voix)
- 2005 : Kuzco 2 : King Kronk (vidéo) : Voix supplémentaires (voix)
- 2005  : Stuart Little 3 : En route pour l'aventure (vidéo) : Animaux de la forêt (voix)
- 2006 : Georges le petit curieux (Curious George) : Animal Control Receptionist (voix)
- 2007 : Hellboy : De Sang et de fer (Hellboy Animated: Blood and Iron) (TV) : Erzsebet Ondrushko (voix)
- 2008-2013 : Star Wars: The Clone Wars : Mon Mothma, Mina Bonteri, Jek (voix)
- 2009 : Green Lantern : Le Complot (Green Lantern: First Flight) : Arisia (voix)
- 2010 : Tom et Jerry : Élémentaire, mon cher Jerry (Tom and Jerry Meet Sherlock Holmes) (vidéo) : Tuffy (voix)
- 2011 : Tom et Jerry et le Magicien d'Oz (Tom and Jerry and the Wizard of Oz) (vidéo) : Tuffy (voix)
- 2014-2018 : Star Wars Rebels : Ministre Maketh Tua, Mira Bridger (voix)
- 2017 : Hey Arnold!: The Jungle Movie (téléfilm) : Miriam Pataki (voix)
- 2019 : Le Parc des merveilles (Wonder Park) : Shannon (voix)
- 2021 : Star Wars: The Bad Batch : Jek (voix)
- 2023 : Il était une fois un studio de Dan Abraham et Trent Correy : Kanga (voix)